# Cyrano z Bergeracu (film, 1990)
Cyrano z Bergeracu (v originále Cyrano de Bergerac) je francouzský hraný film z roku 1990, který režíroval Jean-Paul Rappeneau. Jde o adaptaci stejnojmenné hry Edmonda Rostanda s Gérardem Depardieuem v titulní roli. Snímek měl světovou premiéru 28. března 1990.

## Děj
Paříž roku 1640. Na divadelním představení v Hôtel de Bourgogne se objeví Cyrano de Bergerac a zesměšní jednoho z herců souboru a uprostřed obdivného davu vyprovokuje souboj. Cyrano je básník, šermíř a dokonalý řečník, ale kvůli svému velkému nosu si zoufá, že ho odmítne jeho celoživotní láska a sestřenice, krásná Roxane.
Roxane má totiž oči jen pro pohledného a stydlivého Christiana de Neuvillette, který ji tajně také miluje. Jeho vadou je, že mu chybí důvtip a neumí mluvit se ženami. Proto požádá Cyrana, aby mu pomohl získat srdce Roxane. Christian díky Cyranovým slovům získá přízeň Roxane. Ale o tu usiluje i krutý hrabě de Guiche. Oběma milencům nepřeje ani válka proti Španělům. Pod velením hraběte byli Cyrano a Christian mobilizováni jako královští kadeti Ludvíka XIII.
Během obležení Arrasu Cyrano dokázal posílat Roxaně denně dopisy (Christianovým jménem). Ta jednoho dne dorazí do tábora v doprovodu Ragueneau, aby se setkala se svým milým. Christian, který si všiml Cyranovy lásky k Roxaně, zjistí, že se do něj Roxane zamilovala díky dopisům. Přinutí proto Cyrana, aby jí přiznal pravdu ohledně autorství dopisů. Během útoku Španělů je ale Christian zraněn a umírá Roxaně v náručí. Cyrano, tváří v tvář neštěstí, které Roxanu postihlo, se rozhodne pravdu navždy zamlčet.
O čtrnáct let později prošedivělý Cyrano jako obvykle navštíví svou sestřenici v klášteře v Paříži, kam se odebrala truchlit. Cestou se ale stane obětí útoku jednoho z mnoha jeho nepřátel a je vážně zraněn na hlavě. Předstírá, že je v pořádku a požádá Roxane o poslední „Christianův" dopis. Čte jej nahlas, i přestože již padla tma. Roxane pochopí, že dopis zná zpaměti a je jeho autorem. Je však už pozdě. Cyrano umírá Roxane v náručí za přítomnosti svých přátel Le Bretem a Ragueneauem.

## Obsazení
| Gérard Depardieu       | Cyrano z Bergeracu       |
| Anne Brochet           | Roxane                   |
| Vincent Perez          | Christian de Neuvillette |
| Jacques Weber          | hrabě de Guiche          |
| Roland Bertin          | Ragueneau                |
| Philippe Morier-Genoud | Le Bret                  |
| Philippe Volter        | vikomt de Valvert        |
| Pierre Maguelon        | Carbon de Castel-Jaloux  |
| Josiane Stoléru        | dáma                     |
| Jean-Marie Winling     | Lignière                 |
| Alain Rimoux           | otec                     |
| Louis Navarre          | protiva                  |
| Gabriel Monnet         | Montfleury               |
| François Marié         | Bellerose                |
| Pierre Triboulet       | Jodelet                  |
| Jacques Pater          | tkadlec                  |
| Catherine Ferran       | Lise Ragueneau           |
| Jérôme Nicolin         | kapucín                  |
| Hervé Pauchon          | kadet                    |
| Christian Loustau      | kadet                    |
| Érick Bernard          | kadet                    |
| Alain Perez            | kadet                    |
| Frank Ramon            | kadet                    |
| Alain Dumas            | kadet                    |
| Franck Jazédé          | kadet                    |
| Madeleine Marion       | matka představená        |
| Amélie Gonin           | sestra Marthe            |
| Sandrine Kiberlainová  | sestra Colette           |
| Isabelle Gruault       | sestra Claire            |

## Ocenění
Spolu s Milostnými historkami (nominace na Césara 2021) držel nejvyšší počet nominací na Césara (13). Oba je porazil film Ztracené iluze s 15 nominacemi Césara 2022.
Film byl nominován na pět hlavních Césarů (nejlepší film, nejlepší režie, nejlepší herec, nejlepší herečka a nejlepší původní scénář), z nichž vyhrál cenu za nejlepší film, nejlepší režii a nejlepšího herce.